# 2014 FP43
2014 FP43, também escrito como 2014 FP43, é um objeto transnetuniano que está localizado no Cinturão de Kuiper, uma região do Sistema Solar. Ele possui uma magnitude absoluta de 6,2 e tem um diâmetro estimado com 253 quilômetros. O astrônomo Mike Brown liste este corpo celeste em sua página na internet como um candidato a possível planeta anão.

## Descoberta
2014 FP43 foi descoberto no dia 24 de março de 2014 pelo Pan-STARRS 1.

## Órbita
A órbita de 2014 FP43 tem uma excentricidade de 0,316 e possui um semieixo maior de 47,629 UA. O seu periélio leva o mesmo a uma distância de 32,596 UA em relação ao Sol e seu afélio a 62,663 UA.